# 鉄凝
鉄 凝（てつ ぎょう、1957年9月 - ）は、中華人民共和国の小説家。代表作に小説『哦、香雪』『沒有紐扣的紅襯衫』『六月的話題』『大浴女』。中国共産党党員。現職は河北省作家協会名誉主席、中国共産党第十八回中央委員、中国作家協会の３代目の主席。河北師範大学、上海大学、河北大学の兼任教授。元中国共産党第十六、第十七回中央候補委員。中共十三大、十四大、十五大、十六大、十七大代表。
2023年3月11日、鉄凝は中華人民共和国第14期全国人民代表大会常務委員会副委員長（国会副議長に当たる）に選出された。

## 略歴
原籍は河北省趙県で、1957年9月に北京市に生まれた。父親の鉄揚は油画と水彩画画家、中央戯劇学院卒業。母親は声楽教授、天津音楽学院卒業。
1975年、保定第11中学を卒業後、河北省博野県の農村人民公社の生産隊に入隊。作品を発表し始めた。
1979年1月—1980年1月、河北省保定地区文化局創作組の創作人員。
1984年7月、保定地区文学芸術界聯合会（文聯）『花山』編集部の小説担当編集長となった。
1986年12月、河北省文聯創作室の専門作家。
1992年10月、河北省文聯副主席、省作協副主席、党組成員に選ばれた。
1996年5月、河北省文聯副主席、党組成員、省作協副主席、党組副書記に選ばれた。
2001年、北京市で開かれている中国作家協会の第六回全国代表会議において副主席に選出。
2006年11月、中国作家協会副主席、河北省文聯副主席、党組成員、省作協主席、党組副書記に選ばれた。
2011年11月、中国作家協会主席に再選される。
2007年12月、河北省作家協会名誉主席に当選。
2012年11月、中国共産党第十八回中央委員に当選。

## 作品

### 長篇小説
- 『玫瑰門』
- 『無雨之城』
- 『大浴女』
- 『笨花』

### 中篇小説
- 『麦秸垜』
- 『対面』
- 『午後懸崖』
- 『永遠有多遠』
- 『沒有紐扣的紅襯衫』

### 短篇小説
- 『哦、香雪』
- 『孕婦和牛』
- 『馬路動作』
- 『安德烈的晩上』

### 散文集
- 『女人的白夜』
- 『遙遠的完美』

### 日本語訳
- 『第八曜日をください』（短編集）池沢実芳訳、近代文芸社、1995年。
- 『赤い服の少女』（短編集）池沢実芳訳、近代文芸社、2002年。
- 『麦積み』池沢実芳訳、近代文芸社、2003年。
- 『大浴女 : 水浴する女たち』飯塚容訳、中央公論新社、2004年。

## 受賞
1997年、散文集『女人的白夜』、第一回魯迅文学賞。
1983年、『哦、香雪』、全国優秀短篇小説賞。
1985年、『沒有紐扣的紅襯衫』、全国優秀中篇小説賞。『六月的話題』、全国優秀短篇小説賞。
2002年、『永遠有多遠』、第二回魯迅文学賞中篇小説賞、第一回老舍文学賞。
2005年、『遙遠的完美』、第二回冰心散文賞。
2015年5月16日、芸術文化勲章。